# Selbstorganisation
Selbstorganisation ist eine Form der Systementwicklung, bei der formgebende oder gestaltende Einflüsse bei der „Evolution“ von Systemen von seinen Elementen selbst ausgehen. In Prozessen der Selbstorganisation werden strukturelle Ordnungen, bzw. Musterbildungen erreicht (z. B. Kristallgitter, Zellen, Wirbel, Wolkenformen), ohne dass diese nachweislich durch äußere (fremdorganisierte), steuernde Einflüsse entstehen oder linear spezifischen Ursachen zugeordnet werden können. Selbstorganisation ist eine Eigenschaft komplexer, dynamischer Systeme, die in der Synergetik – der Theorie vom Zusammenwirken der Elemente – untersucht werden. Bei diesem oft spontanen Entstehen von Ordnungsmustern aus der Systemdynamik heraus spricht man von Emergenz bzw. von emergenten Phänomenen. Selbstorganisation führt immer zu einer höheren Ordnung im System, die mit einer Entropieminderung verbunden ist.
Im politischen oder organisationstheoretischen Gebrauch bezeichnet Selbstorganisation die Gestaltung der Lebensverhältnisse nach flexiblen, selbstbestimmten Vereinbarungen und ähnelt dem Autonomiebegriff. 
Konkret eingesetzt wird der Begriff bei sich selbst organisierenden Karten, einer Variante der künstlichen neuronalen Netze.

## Eigenschaften
Bei Selbstorganisation kann man zwischen autogener (aus eigenen Kräften heraus) und autonomer (selbstbestimmter) Selbstorganisation unterscheiden:
Autogene Selbstorganisation
1. Selbstreferenz: Selbstorganisierende Systeme sind selbstreferentiell und weisen eine operationale Geschlossenheit auf. Das heißt, „jedes Verhalten des Systems wirkt auf sich selbst zurück und wird zum Ausgangspunkt für weiteres Verhalten“, es wirkt also zirkulär. Operational geschlossene Systeme handeln nicht aufgrund externer Umwelteinflüsse, sondern gemäß der in ihnen entstandenen Formen der Informationserzeugung und -verarbeitung, quasi "aus sich selbst heraus". Die Ergebnisse interner Verarbeitungsprozesse verändern die Ausgangsbedingungen für nachfolgende Prozesse. Selbstreferenz -- und damit informationelle Geschlossenheit -- stellen aber keinen Widerspruch zur energetischen Offenheit von Systemen dar.[2]
2. Pfadabhängigkeit: Ein Entwicklungspfad der eingeschlagen wurde, kann nicht so einfach verlassen werden.
3. Indeterminiertheit: Welchen Verlauf die Entwicklung nehmen wird, ist letztendlich unvorhersehbar. Die Indeterminiertheit hängt von Zufällen ab, eine kleine Änderung der Ausgangsbedingungen kann zu komplett verschiedenen Pfaden führen.

Autonome Selbstorganisation
1. Autonomie: Selbstorganisierende Systeme sind autonom, wenn die Beziehungen und Interaktionen, die das System als Einheit definieren, nur durch das System selbst bestimmt werden. Autonomie bezieht sich nur auf bestimmte Kriterien, da eine materielle und energetische Austauschbeziehung mit der Umwelt weiterhin besteht. Bei der vertikalen Autonomie sind Entscheidungsfreiheiten untergeordneter Einheiten scharf abgetrennt. Bei horizontaler Autonomie sind Bereiche auf einer Ebene voneinander unabhängig.
2. Zentralisation & Dezentralisation: Bei der Delegation von Entscheidungsbefugnissen auf unterer Ebene spricht man von Dezentralisation, sind die Entscheidungsbefugnisse auf oberer Ebene delegiert, hingegen von Zentralisation.
3. Redundanz: In selbstorganisierenden Systemen erfolgt keine prinzipielle Trennung zwischen organisierenden, gestaltenden oder lenkenden Teilen. Alle Teile des Systems stellen potentielle Gestalter dar. Mehrere Bereiche können das Gleiche tun, was für eine Art Überfluss sorgt (= Redundanz). Redundanz kann Autonomie erhöhen, da es keine strikte Arbeitsteilung gibt.

## Geschichte
Der Begriff der Selbstorganisation wurde in den 1950er-Jahren von Wesley A. Clark und Belmont G. Farley geprägt:

„Sie erkannten, daß sich Operatoren, die in einer geschlossenen Beziehung stehen, irgendwie stabilisieren und beobachteten – noch ohne eine Theorie der rekursiven Funktionen oder des Eigenwertes zu kennen – das Phänomen, daß bestimmte geschlossene Systeme nach einer gewissen Zeit stabile Formen des Verhaltens entwickeln“

In sozialen Systemen lässt sich beobachten, wie Ordnung – unabhängig von den Handlungen eines Organisators – aus dem System selbst heraus entsteht. Diese Erscheinung wird als Selbstorganisation bezeichnet. Die Selbstorganisation ist ein nicht nur in der Systemtheorie populärer Begriff. Ihm kommt sowohl in sozialen als auch in natürlichen, physikalischen, biologischen, chemischen oder ökonomischen Systemen Bedeutung zu. Auch geht das Konzept der Rätedemokratie und ihrer sozio-politischen Ansätze davon aus, dass die zur Selbstorganisation erforderlichen Handlungsspielräume gegen bestehende Formen der Fremdbestimmung erkämpft werden müssen. Diesem Ansatz zufolge können die Menschen nur dann ihr Leben selbst in die Hand nehmen, wenn sie auch die Produktionsmittel kontrollieren und nicht hierarchischen Organisationen unterworfen sind.
Die Vor- oder Urgeschichte der Selbstorganisation umfasst den Zeitraum vom griechisch-römischen Altertum bis etwa zur Mitte des zwanzigsten Jahrhunderts. Schon im alten Griechenland spekulierten Philosophen über Chaos und Turbulenz als Ursache von Ordnung. In der Philosophie des Aristoteles könnte man Selbstorganisation auch als Entelechie bezeichnen. Die platonisch orientierte Naturphilosophie Isaac Newtons (Philosophiae naturalis principia mathematica, 1687) nimmt schon im Ersten Bewegungsgesetz an, dass die Materie absolut passiv ist. Sie ist deshalb auch zu keiner Selbstbewegung und Selbstorganisation fähig. Aktive Ursachen materieller Veränderungen sind hier die immateriellen „Kräfte der Natur“. In den Naturwissenschaften des achtzehnten, neunzehnten und frühen zwanzigsten Jahrhunderts dominierten dagegen materialistisch-mechanistische Denkweisen, die sich unter anderem auch in Darwins Evolutionstheorie widerspiegeln. Die eigentliche Entstehungsgeschichte der Selbstorganisation beginnt jedoch erst in der zweiten Hälfte des 20. Jahrhunderts. Der relativ späte Zeitpunkt hat mehrere Ursachen, zunächst verhinderte das vorherrschende mechanistische Paradigma das notwendige Umdenken, außerdem wurden mit Selbstorganisation in Verbindung stehende Phänomene ignoriert. Gegenwärtig kann noch nicht von einer Theorie selbstorganisierender sozialer Systeme oder von empirisch getesteten Hypothesen gesprochen werden.
Der universellen Anwendbarkeit verdankt der Begriff der Selbstorganisation seine breite Resonanz.

## Selbstorganisation in der Philosophie
Immanuel Kant führte den Begriff der Selbstorganisation in seiner Kritik der Urteilskraft von 1790 ein, um die belebte Sphäre zu charakterisieren: „Man sagt von der Natur und ihrem Vermögen in organisierten Produkten bei weitem zu wenig, wenn man dieses ein Analogon der Kunst nennt; denn da denkt man sich den Künstler (ein vernünftiges Wesen) außer ihr. Sie organisiert sich vielmehr selbst, und in jeder Species ihrer organisierten Produkte, zwar nach einerlei Exemplar im Ganzen, aber doch auch mit schicklichen Abweichungen, die die Selbsterhaltung nach den Umständen erfordert.“ Dies führte ihn zu der Erkenntnis, dass die mechanistische Physik Erklärungsgrenzen hat. Der Begründer der „dynamistischen Naturphilosophie“ und einer der Exponenten des Deutschen Idealismus Friedrich Wilhelm Joseph Schelling griff Kants Überlegungen auf und erweiterte dessen Konzept der Selbstorganisation zu einer allgemeinen, auch die anorganische Sphäre umfassenden Naturphilosophie. Dabei erkannte er, dass es nicht ausreicht, nur die Selbsterhaltung von Systemen zu thematisieren. Diese müssten vielmehr in ihrem „ersten Ursprung“ erkannt werden. Eine Theorie der ursprünglichen Selbstorganisation, die für ihn insbesondere mit dem ersten Ursprung des Lebens und mit der ursprünglichen Entstehung von Arten und Gattungen verbunden war, darf die Zirkularität von Prozessen wie bei der bloßen Selbstreproduktion nicht voraussetzen. Auch das „dynamische Gleichgewicht“ ist bloßes Produkt eines tiefergehenden Prozesses der natura naturans. Schellings Naturphilosophie, die an die Kosmogonie von Platons Timaios anknüpft, sei daher im Kern eine Theorie der Emergenz. Marie-Luise Heuser, die erstmals gezeigt hatte, dass Kant und Schelling Konzepte der Selbstorganisation entwickelten, argumentiert, dass Kants Selbstorganisationsbegriff Ähnlichkeiten mit dem der Autopoiesis hat, während Schellings Lehre Berührungspunkte mit den physikalischen Selbstorganisationstheorien der Moderne aufweise. Zudem vertritt sie die These, dass Schellings Konzept der Selbstorganisation in philosophischer Hinsicht tiefer begründet ist, und daher nicht nur historisch, sondern auch aktuell von systematischer Relevanz ist.

## Selbstorganisation in der Systemtheorie
Selbstorganisation ist in der Systemtheorie das spontane Auftreten neuer, stabiler, effizient erscheinender Strukturen und Verhaltensweisen (Musterbildung) in offenen Systemen. Das sind Systeme, die sich fern vom thermodynamischen Gleichgewicht befinden, die also Energie, Stoffe oder Informationen mit der Außenwelt austauschen. Die Selbstorganisation ist jedoch auch bei exothermen Prozessen und Prozessen im thermischen Gleichgewicht allgegenwärtig, in der Welt der Elementarteilchen, der Physik und der Chemie, im Weltall bei der Entstehung der Sterne und Planeten, in der Evolution, der Biologie bis hin zu den anfangs genannten sozialen Systemen. Emergente Systeme entstehen von selbst aus ihren Elementen durch die Wechselwirkungen zwischen ihnen. In Physik und Chemie sind dies unmittelbar die Kräfte der Naturgesetze. Die Systeme haben zusätzlich zu ihren komplexen Strukturen auch neue Eigenschaften und Fähigkeiten, die die Elemente nicht haben. Ein selbstorganisiertes System verändert seine grundlegende Struktur abhängig von seinem Entwicklungsprozess und seiner Umwelt. Die interagierenden Teilnehmer (Elemente, Systemkomponenten, Agenten) handeln nach einfachen Regeln und erschaffen dabei aus Chaos Ordnung, ohne eine Vision von der gesamten Entwicklung haben zu müssen.
Ein einfacher Fall von (physikalischer) Selbstorganisation ist z. B. das Auftreten von Konvektionszellen beim Erhitzen von Flüssigkeiten (Bénard-Experiment).
Das Konzept der Selbstorganisation findet man in verschiedenen Wissenschaftsbereichen wie z. B. Chemie, Biologie (Gerichtete Faltung und Assoziation von Proteinen, Helix-Bildung der DNA, …), Soziologie usw.

### Kriterien
Um von Selbstorganisation sprechen zu können, müssen folgende (voneinander abhängige) Kriterien erfüllt sein:
1. Die Evolution eines Systems in eine räumlich/zeitlich organisierte Struktur ohne äußeres Zutun
2. Die autonome Bewegung in immer kleinere Regionen des Phasenraumes (sogenannte Attraktoren)
3. Die Entwicklung von Korrelationen oder raumzeitlichen Mustern zwischen vorher unabhängigen Variablen, deren Entwicklung nur unter dem Einfluss lokaler Regeln steht

## Selbstorganisation in Naturwissenschaft und Technik
Das emergente Verhalten eines selbstorganisierenden Systems zeigt oft sehr gute Eigenschaften bezüglich der Skalierbarkeit und der Robustheit gegenüber Störeinflüssen oder Parameteränderungen, weshalb sich selbstorganisierende Systeme gut als Paradigma für zukünftige komplexe technische Systeme eignen. Allerdings gibt es keinen einfachen Algorithmus, um die notwendigen lokalen Regeln für ein erwünschtes globales Verhalten zu erzeugen. Bisherige Ansätze bauen zum Beispiel auf manuellem Versuch und Irrtum auf und erwarten ein grundsätzliches Systemverständnis durch den Ingenieur. Als andere Alternative werden oft existierende Systeme in der Natur kopiert, was jedoch das Vorhandensein eines geeigneten Beispiels voraussetzt. Ein naturinspiriertes Beispiel ist die Ausnutzung eines Effekts, der in der Natur bei sogenannten Rippelmarken in Dünen auftritt. Dieser Effekt wird beim Schichtwachstum ausgenutzt. Quantenpunkte wachsen so.
Aktuelle Forschung zielt auf die Anwendung von evolutionären Algorithmen zum Entwurf eines selbstorganisierenden Systems.

## Selbstorganisation in der Betriebswirtschaftslehre
Selbstorganisation im unternehmerischen Handeln verlagert einen Teil der hierarchischen Funktionen in Arbeitssysteme funktional untergeordneter Organisationseinheiten. Solches Vorgehen erfordert einen Paradigmenwechsel, der alle Beteiligten neu herausfordert.

## Selbstorganisation in Schule und Unterricht
Im Zuge der Schülerorientierung wurden seit den 1970er Jahren Unterrichtskonzepte entwickelt, die Selbstorganisation in der Lernergruppe fördern. Hier ist das Konzept kooperatives Lernen zu nennen. Ferner wird in der Methode Lernen durch Lehren die Klasse als „neuronales Netz“ behandelt. Dabei sollen – in Analogie zu neuronalen Ensembles – durch intensive und langfristige Interaktionen zwischen den Lernenden stabile Verbindungen entstehen, die Gruppe lernt also. Darüber hinaus sollen diese „neuronalen Netze“ kollektiv Wissen konstruieren.

## Selbstorganisation in der Kinder- und Jugendarbeit
Prozesse jugendlicher Selbstorganisation, wie sie sich zum Beispiel in selbstverwalteten Jugendhäusern und Jugendräumen zeigen, stellen eine zentrale Form offener Kinder- und Jugendarbeit dar, in der pädagogische Fachkräfte entweder keine Rolle spielen oder doch nur die Funktion von Begleitern, Beratern oder Moderatoren (z. B. bei Konflikten Jugendlicher mit ihrer Umwelt, etwa den Nachbarn des selbstorganisierten Jugendraumes) wahrnehmen.
In den letzten Jahren wird der Begriff der Selbstorganisation vermehrt auch für Technologien zur Herstellung und Modifizierung von MEMS und NEMS verwendet, besser bekannt als Bottom-up-Verfahren. Hier findet Selbstorganisation auf molekularer oder nanokristalliner Ebene statt und kann biologisch, chemisch oder physikalisch erfolgen.